# Colonização europeia da América
A história da colonização da América iniciou-se com a chegada do ser humano ao continente em época ainda não totalmente determinada pela ciência. A hipótese tradicional aponta que os primeiros humanos no continente teriam sido os antepassados dos atuais povos indígenas, que teriam chegado entre 11 000 e 11 500 anos antes do presente, vindos da Ásia através de uma ponte de gelo no Estreito de Bering.
Durante milhares de anos, desenvolveram-se civilizações por todo o continente, tal como as dos maias, dos astecas e dos incas, entre outros. Apesar de os viquingues terem explorado e estabelecido bases nas costas da América do Norte a partir do século X, estes exploradores aparentemente não colonizaram a América, limitando-se a tentar controlar o comércio de peles de animais e outras mercadorias da região.
Os europeus iniciaram, efetivamente, sua colonização da América depois da descoberta da rota marítima para a Índia no século XV. A Índia era a fonte da seda e das especiarias, produtos que tinham um grande valor comercial na Europa. Ao navegarem para oeste, os navegadores europeus encontraram a América. Em seguida, os europeus trouxeram escravos africanos para servir como mão de obra na América. O impacto demográfico e econômico foi tão grande que houve um desaquecimento global na época.

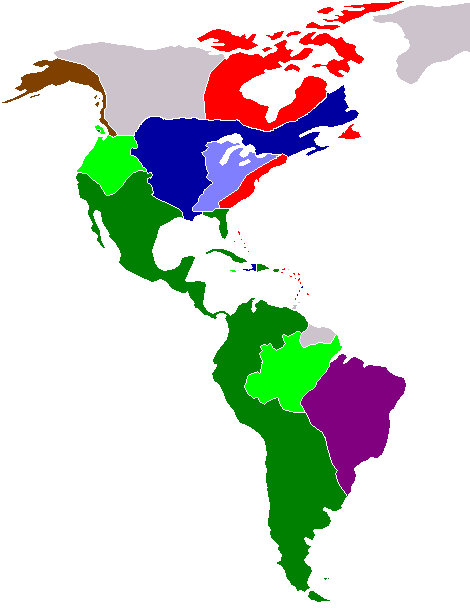
Colonização europeia das Américas em 1750.
Território espanhol
Território cedido pela Espanha
Território português
Território francês
Território francês reivindicado pela Grã-Bretanha
Território britânico
Território russo

## Primeira colonização
Existem várias teorias sobre os primeiros povoamentos da América. Uma das teorias defende que, durante a última glaciação (entre 11 000 e 11 500 anos antes do presente), existiu uma ponte de gelo no Estreito de Bering que teria possibilitado a migração de povos mongoloides da Ásia para a América. Outra teoria aponta para a possibilidade de que, antes dessa colonização de origem asiática, teria havido uma colonização de origem africana.

## Colonização europeia

### Colonização viquingue

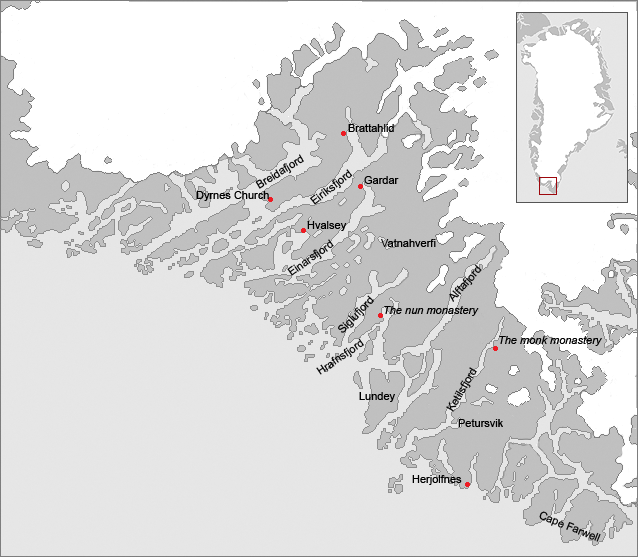
Em vermelho, as colónias viquingues na Gronelândia durante a Idade Média

A primeira colonização europeia da América foi levada a cabo pelo viquingues, no século X. Estes possuíam colónias na Gronelândia, na Terra Nova e, possivelmente, nos Estados Unidos.
Os viquingues, apesar de serem povos dados ao corso e à pirataria, adquiriram modos a duro que se fazia sentir na Gronelândia, onde permaneceram durante 5 séculos, e que deve se ter refletido no seu estilo de vida nas outras povoações americanas.

### Colonização ibérica

Formação dos estados sul-americanos desde 1700 até hoje.

A colonização ibérica, inicialmente, foi muito parecida, principalmente porque Portugal e Espanha eram as nações mais poderosas da Europa na época, tendo dividido o controle dos territórios no Atlântico com o Tratado de Alcáçovas. A América foi oficialmente descoberta, excetuando as descobertas vikings, pelos europeus, em 1492, por Cristóvão Colombo, numa tentativa de chegar ao Oriente.
Mais uma vez, foi assinado um novo tratado, o Tratado de Tordesilhas, pois a zona descoberta por Espanha ficava na zona portuguesa, que estabelecia os territórios portugueses a menos de 370 léguas (1 770 quilómetros) a oeste de Cabo Verde e os espanhóis para além desse meridiano. Em 1500, Pedro Álvares Cabral chegou ao Brasil, localizado na zona portuguesa segundo o novo tratado, também numa tentativa de atingir a Índia por mar, caminho que já tinha sido realizado anos antes por Vasco da Gama.
Em meados do século XVI, o Império Espanhol controlava quase toda a zona costeira das Américas, desde a Califórnia à Patagónia, no ocidente, e desde o atual estado estadunidense da Geórgia, toda a América Central e o Caribe  à Argentina – com excepção do Brasil, pertencente aos portugueses.

#### Colonização portuguesa
A colonização portuguesa da América iniciou-se depois da descoberta do Brasil em 1500. Como colônias americanas, para além do Brasil (1500-1815), possuiu Barbados (1536–1620), Cisplatina (1808–1822, atual Uruguai) e a Guiana Francesa (1809–1817), mas não chegou a colonizar nenhum destes. Após as explorações dos Corte-Real, Portugal ainda teve um interesse na Terra Nova, mas essa região acabou na posse dos ingleses.

Impérios espanhol e português, 1790

#### Colonização espanhola

Formação dos estados centro-americanos desde 1700 até hoje.

A administração das colónias espanholas na América teve como base o modelo administrativo da metrópole. O poder real encontrava-se dividido em dois Vice-reinos, o Peru e o México, que por sua vez estavam divididas em províncias.

### Colonização britânica

Formação dos estados norte-americanos desde 1750 até hoje.

Os britânicos lançaram-se à conquista do mundo durante o reinado de Henrique VII de Inglaterra (1485–1509), que promoveu a indústria naval, como forma de expandir o comércio para além das Ilhas Britânicas. Mas as primeiras colônias britânicas só foram fundadas durante o reinado de Elizabeth I, quando Sir Francis Drake navegou o globo nos anos 1577 a 1580 (Fernão de Magalhães já a tinha realizado em 1522).
Em 1579, Drake chegou à Califórnia e proclamou aquela região como "colônia da Coroa", chamando-lhe "Nova Albion" ("Nova Inglaterra"), mas não promoveu a sua ocupação. Humphrey Gilbert chegou à Terra Nova em 1583 e declarou-a colônia inglesa, enquanto sir Walter Raleigh organizou a colônia da Virgínia em 1587, mas ambas estas colônias tiveram pouco tempo de vida e tiveram de ser abandonadas, por falta de comida e encontros hostis com as tribos indígenas do continente americano.
Foi apenas no século seguinte, durante o reinado de Jaime I da Inglaterra, depois da derrota da Armada Invencível de Espanha, que foi assinado o Tratado de Londres, permitindo em 1607 o estabelecimento da primeira colônia inglesa nas Américas: Jamestown. A colonização britânica nas treze colônias foi, essencialmente, de povoamento. Essa característica está presente nas colônias do Norte e do Oeste. A colonização sulista foi fundamentada na plantation e no uso de mão de obra escrava.
No norte da América, inicialmente, não havia metais preciosos e o clima daquela região, por ser temperado, não favoreceu a instalação de monoculturas. Daí a "importância de não nascer importante", segundo o jornalista uruguaio Eduardo Galeano. Um país que, durante o período colonial, não atrai a burguesia em aspectos como o metalismo, o latifúndio monocultor e matérias-primas em abundância não é explorado efetivamente, o que acabou favorecendo a consolidação dos Estados Unidos como a primeira economia mundial da atualidade.

### Colonização francesa
As primeiras tentativas dos franceses para estabelecerem colônias no Brasil, em 1555, e na Florida, em 1564 (em Fort Caroline, atualmente Jacksonville, na Flórida), realizada por huguenotes, não tiveram sucesso, devido à vigilância dos portugueses e espanhóis. A tentativa seguinte foi em 1598, em Sable Island, no sudeste da atual província da Nova Escócia do Canadá; esta colônia não teve abastecimentos e os 12 sobreviventes tiveram de voltar a França.
A história do império colonial francês começou em 27 de Julho de 1605 com a fundação em Port Royal, atualmente Annapolis (igualmente na Nova Escócia), da colônia da Acadie. Em 1608, Samuel de Champlain funda Quebec, que passa a ser a capital da enorme, mas pouco povoada, colônia de Nova França (também chamada Canada), que tinha, como objetivo, o comércio de peles.
À medida que os franceses expandiam o seu império na América do Norte, também começaram a construir outro, menor, porém, mais lucrativo, nas "Índias Ocidentais" (as Caraíbas). A ocupação da costa sul-americana começou em 1624 onde é hoje a Guiana Francesa e fundou uma colónia em Saint Kitts em 1627 (a ilha teve que ser partilhada com os ingleses até ao Tratado de Utrecht em 1713, quando a França o perdeu). A Compagnie des Îles de l'Amérique, formada em 1634, estabeleceu as colónias de Guadalupe e Martinica em 1635 e em Santa Lúcia em 1650. As plantações destas colónias foram mantidas por escravos trazidos de África. A resistência dos povos indígenas locais resultou na Expulsão dos Caribes em 1660.
A mais importante possessão colonial francesa nas Caraíbas só foi conseguida em 1664, com a fundação da colónia de Saint-Domingue (o atual Haiti) na metade ocidental da ilha Hispaniola (enquanto os espanhóis dominavam a parte oriental). No século XVIII, Saint-Domingue tornou-se a mais rica colónia de plantações de cana-de-açúcar das Caraíbas. A parte oriental da ilha Hispaniola foi oferecida à França pela Espanha, depois da perda de Saint-Domingue com a Revolução Haitiana.
Em 1699, as possessões francesas na América do Norte expandiram-se ainda mais com a fundação da Luisiana perto do delta do Mississippi; embora a França tivesse declarado soberania de toda a bacia do Mississipi, só tinha controlo efetivo na região costeira, perto das cidades de Mobile (Alabama) e Nova Orleãs (fundada em 1718). Mais tarde, os Estados Unidos compraram a colónia francesa.